# Nove Luas
Nove Luas (en español Nueve Lunas) es el octavo álbum de estudio de la banda de rock brasileña  Os Paralamas do Sucesso. Fue lanzado en el año 1996. Con este álbum, los Paralamas definitivamente abandonan su anterior su estilo de rock ska y reggae para adoptar una nueva sonoridad más rock pop, pero sin abandonar las influencias latinas.
Los principales éxitos de este álbum incluyen Lourinha Bombril, Capitão de Indústria, Busca Vida, O Caminho pisado, La Bella Luna y O Caroço da Cabeça (previamente registrado por Titãs y lanzado en 1995 su álbum Domingo).

## Lista de canciones
Todas las canciones escritas y compuestas por Paralamas excepto las que indiquen. 
| N.º | Título                  | Escritor(es)                               | Duración |  |
| 1.  | «Lourinha Bombril»      | Bahiano/Diego Blanco/Herbert Vianna        | 02:38    |  |
| 2.  | «Outra Beleza»          | Herbert Vianna/Lulu Santos                 | 03:06    |  |
| 3.  | «La Bella Luna»         | Herbert Vianna                             | 03:12    |  |
| 4.  | «De Música Ligeira»     | Gustavo Cerati/Héctor Bosio/Herbert Vianna | 03:33    |  |
| 5.  | «Capitão de Indústria»  | Marcos Valle/Paulo Sérgio Valle            | 03:37    |  |
| 6.  | «O Caminho Pisado»      | Herbert Vianna                             | 03:27    |  |
| 7.  | «Busca Vida»            | Herbert Vianna                             | 02:54    |  |
| 8.  | «O Caroço da Cabeça»    | Herbert Vianna/Marcelo Fromer/Nando Reis   | 03:29    |  |
| 9.  | «Sempre te Quis»        | Herbert Vianna                             | 02:43    |  |
| 10. | «Seja Você»             | Herbert Vianna                             | 02:28    |  |
| 11. | «Na Nossa Casa»         | Herbert Vianna                             | 03:28    |  |
| 12. | «Um Pequeno Imprevisto» | Herbert Vianna/Thedy Corrêa                | 03:11    |  |

## Personal
- Bi Ribeiro — Bajo
- Herbert Vianna — Guitarra y voz
- João Barone — Batería y percusión